# Olympismus
Olympismus ist die von Pierre de Coubertin entwickelte Ideologie, die den Olympischen Spielen der Neuzeit zugrunde liegt. Die wesentlichen Elemente sind der Glaube an die unbegrenzte Möglichkeit der persönlichen Leistungssteigerung (Motto: Citius, altius, fortius), die Forderung unter allen Umständen alle vier Jahre Olympische Spiele zu feiern, die Verherrlichung des männlichen Einzelkämpfers (Débrouillard), das quasi-religiöse Ritual der Religio Athletae. Coubertin wollte die Ausbreitung Olympischer Spiele als eine quasi-Religion und bediente sich dabei Anleihen an den Apostel Paulus (1 Kor 9,24–27), um zu verdeutlichen, dass die Veranstalter  große Freiheiten haben, um ihre Sicht in den jeweiligen Spielen zu platzieren. 1936 nach den Nazi-Spielen gefragt, was er davon halte, antwortete er in einem Zeitungsinterview, dass es doch egal sei, ob der Veranstalter Reklame für gutes Wetter und Tourismus wie in Los Angeles 1932 oder für ein politisches System wie 1936 mache. In der Verherrlichung des Siegers und seiner Stärke wird auch das Risiko gesehen, dass es sich um eine faschistoide Ideologie handelt.